# Chetogena sinaica
Chetogena sinaica är en tvåvingeart som först beskrevs av Villeneuve 1909.  Chetogena sinaica ingår i släktet Chetogena och familjen parasitflugor. Inga underarter finns listade i Catalogue of Life.